# Graafschap Sayn-Hachenburg
Het Graafschap Sayn-Hachenburg was een tot de Nederrijns-Westfaalse Kreits behorend graafschap binnen het Heilige Roomse Rijk

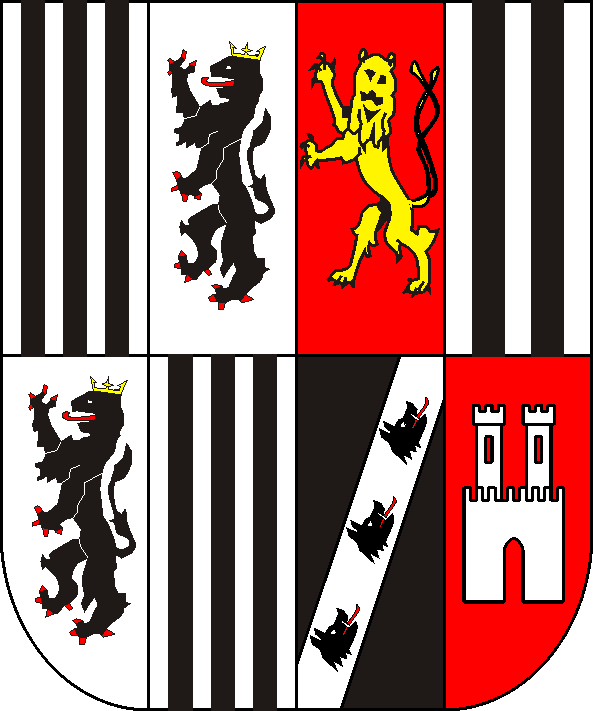
wapen van graven van Sayn uit het huis Kirchberg

Na het uitsterven van het huis Sayn-Wittgenstein-Sayn ontstond er een lange erfstrijd tussen de erfgenamen en het keurvorstendom Keulen. Een zuster van de laatste graaf, Ernestine van Sayn-Wittgenstein-Sayn, was gehuwd met Salentin van Manderscheid-Blankenheim. Hun zoon Maximilian was van 1636 tot zijn dood 1675 graaf van Sayn-Hachenburg. Omdat deze graaf kinderloos was, vererfde het graafschap via zijn zuster Magdalena Christina van Manderscheid-Blankenheim, die gehuwd was met Lodewijk, burggraaf van Kirchberg.
Het geslacht Kirchberg bleef in het bezit van het graafschap tot hun uitsterven in 1799 met Johannes Augustus. De erfgename was Louise van Kirchberg, wier vader Willem Georg van 1751 tot 1777 het graafschap had geregeerd. Louise was gehuwd met Frederik Willem van Nassau-Weilburg. Zodoende werd het graafschap verenigd met de landen van Nassau. Dit bleef zo tot de inlijving van het hertogdom Nassau door Pruisen in 1866.
Op grond van een verdrag van 1790 werd de ban Maxsayn in 1799 aan Wied-Neuwied overgedragen. Dit om te voldoen aan de aanspraken van de nakomelingen van Karoline van Kirchberg, een zuster van de laatste graaf.
Het gebied van het graafschap bestond uit de stad Hachenburg, de voogdij Rosbach en de dorpen Alpenrode, Kirburg, Altstadt, Birnbach, Kroppach, Flammersfeld, Hamm, Höchstenberg, Schöneberg, de ban Maxsayn, Burbach (gemeenschappelijk met Nassau-Siegen) en de abdij Marienstatt.
Lijst van regenten van Sayn-Hachenburg
| regerend  | naam                                             | geboren    | overleden  | familierelatie                                 |
| --------- | ------------------------------------------------ | ---------- | ---------- | ---------------------------------------------- |
| 1636-1661 | Ernestine, gravin van Sayn-Wittgenstein          | 23-4-1626  | 13-10-1661 | zuster van Lodewijk van Sayn-Wittgenstein-Sayn |
| 1661-1675 | Maximiliaan van Manderscheid-Blankenheim         | 30-4-1655  | 1675       | zoon                                           |
| 1675-1715 | Magdalena Christina van Manderscheid-Blankenheim | 15-3-1658  | 9-10-1715  | zuster                                         |
| 1715-1749 | George Frederik van Kirchberg                    | 3-3-1683   | 14-8-1749  | zoon                                           |
| 1749-1751 | Willem Lodewijk van Kirchberg                    | 30-3-1709  | 18-2-1751  | zoon                                           |
| 1751-1776 | Willem Georg van Kirchberg                       | 23-4-1751  | 7-2-1776   | zoon                                           |
| 1776-1799 | Johan August van Kirchberg                       | 6-6-1714   | 11-4-1799  | broer van vader                                |
| 1799-1816 | Frederik Willem van Nassau-Weilburg              | 25-10-1768 | 9-1-1819   | schoonzoon van Willem Georg                    |